# تيريزا إيدم
تيريزا إيدم (بالإنجليزية: Theresa Edem)‏، هي مُمثلة نيجيرية.